# Daverio
Daverio – miejscowość i gmina we Włoszech, w regionie Lombardia, w prowincji Varese.
Według danych na rok 2004 gminę zamieszkiwały 2634 osoby, 658,5 os./km².